# Nungwi (Kaskazini A)
Nungwi è una circoscrizione urbana (urban ward) della Tanzania situata nel distretto di Kaskazini A, regione di Zanzibar Nord. Conta una popolazione di 10 392 abitanti (censimento 2012).